# Just's botanischer Jahresbericht.
Just's botanischer Jahresbericht., abreviado Just's Bot. Jahresber., fue una revista con descripciones botánicas que editada en Berlín (Alemania) desde el año 1885 hasta el año 1943, con el nombre de Just's botanischer Jahresbericht. Systematisch geordnetes Repertorium der botanischen Literatur aller Lander. Fue precedida por Botanischer Jahresbericht. Systematisch Geordnetes Repertorium der Botanischen Literatur aller Länder.